# Serguei Xípov
Serguei Iúrievitx Xípov (transcripció internacional: Sergei Shipov; en rus: Серге́й Ю́рьевич Ши́пов; nascut el 17 d'abril de 1966 a Múrom) és un jugador, periodista, i escriptor d'escacs rus, que va jugar sota bandera soviètica, i que té el títol de Gran Mestre des de 1996.
Tot i que es troba pràcticament inactiu des de 2007, a la llista d'Elo de la FIDE de desembre de 2013, hi tenia un Elo de 2541 punts, cosa que en feia el jugador número 99 de Rússia. El seu màxim Elo va ser de 2662 punts, a la llista de gener de 1999 (posició 25 al rànquing mundial).

## Resultats destacats en competició
Xípov va guanyar el II torneig d'escacs per internet "Ciudad de Dos Hermanas", disputat a l'Internet Chess Club (ICC), del 30 de març al 7 d'abril de 2001. Va vèncer a la final el també GM rus Aleksandr Rustémov.

## Periodista i escriptor d'escacs
Xípov és conegut pels seus comentaris de torneig, per les seves grans qualitats comunicatives; manté el popular lloc web d'escacs crestbook.com. Anteriorment havia treballat per Garri Kaspàrov durant molts anys com a entrenador, i com a comentarista online a kasparovchess.com.

### Llibres
- Дамский Я., Шипов С. Последняя интрига века. Каспаров-Крамник. Лондон 2000, Москва 2000, ISBN 5-93815-008-6 (rus)
- Шипов С., Еж. Хищники на шахматной доске, Москва 2004, ISBN 5-7905-2763-9 (rus)
- Shipov, Sergey. The Complete Hedgehog, Vol. 1.  Mongoose Press, 2010. ISBN 978-0-9791482-1-7.
- Shipov, Sergey. The Complete Hedgehog, Vol. 2.  Mongoose Press, 2011. ISBN 978-1-9362772-2-3.